# Бодо Шпранц
Бодо Генріх Фердинанд Отто Шпранц (нім. Bodo Heinrich Ferdinand Otto Spranz; 1 січня 1920, Нордгаузен — 1 вересня 2007, Бремен) — німецький етнолог і офіцер штурмової артилерії, доктор етнології (1969), професор, гауптман вермахту. Кавалер Лицарського хреста Залізного хреста з дубовим листям.

## Біографія
В 1938 році вступив у 8-му батарею 12-го артилерійського полку. Учасник Польської і Французької кампанії. В липні 1940 року переведений в штурмову артилерію і 18 серпня призначений командиром взводу 185-го дивізіону штурмових гармат. Учасник Німецько-радянської війни. З квітня 1942 року — командир 2-ї батареї. Відзначився у боях в районі Великих Лук. З 2 червня 1943 року — командир 1-ї батареї 237-го дивізіону штурмових гармат, з яким взяв участь у важких боях під Смоленськом. В квітні 1944 року відряджений в училище штурмової артилерії в Магдебурзі . З 1 грудня 1944 року — ордонанс-офіцер Генштабу сухопутних військ. В березні 1945 року відряджений в штаб 14-ї армії, а потім — до генерала танкових військ Вальтера Венка, разом з яким в травні 1945 року був взятий в полон американськими військами. В жовтні 1945 року звільнений.
В 1947/50 роках навчався в Бременській академії мистецтв. В 1951 році став технічним помічником Бременського етнологічного музею. З дозволу Бременського сенату вивчав етнологію, фольклор та історію в Гамбурзькому університеті, при цьому не нехтуючи своїми музейними обов'язками. Шпранц став фахівцем з доколумбової історії Месоамерики. Після закінчення навчання залишився в Бременському етнологічному музеї. З 1 червня 1962 року — директор Фрайбурзького етнологічного музею. В 1984 році вийшов на пенсію.

## Нагороди
- Залізний хрест
  - 2-го класу (23 червня 1940)
  - 1-го класу (2 липня 1941)
- Нагрудний знак «За участь у загальних штурмових атаках»
  - 1-го ступеня (6 лютого 1941)
  - 2-го ступеня «25»
- Нагрудний знак «За поранення»
  - в чорному (4 вересня 1941)
  - в сріблі (2 вересня 1942)
  - в золоті (8 грудня 1942)
- Німецький хрест в золоті (6 травня 1942)
- Медаль «За зимову кампанію на Сході 1941/42» (27 липня 1942)
- 4 нарукавні знаки «За знищений танк» (27 серпня 1942) — отримав 4 знаки одночасно.
- Лицарський хрест Залізного хреста з дубовим листям
  - лицарський хрест (3 жовтня 1943) — вручений генерал-полковником Готтардом Генріці.
  - дубове листя (№ 308; 3 жовтня 1943) — вручене особисто Адольфом Гітлером.